# Повстання вільїче (1712)
Повстання вільїче 1712 року (ісп. Rebelión huilliche de 1712) — повстання корінного народу вільїче проти іспанських енком'єнд, що відбулося 1712 року у центральній частині архіпелагу Чилое, що тоді належав до генерал-капітанства Чилі.

## Передумови
1567 року іспанські колоністи досягли архіпелагу Чилое, заснували тут свої поселення та губернаторство. На архіпелазі тоді проживали вільїче — корінний індіанський народ з групи мапуче. Іспанська влада запровадила на архіпелазі енком'єнди — форму залежності населення іспанських колоній від колонізаторів. Енком'єнда на Чилое була більш жорстокою, ніж у континентальному Чилі. Часто колоністи не виплачували індіанцям платні, не дотримувалися передбаченого їм вільного часу. Крім того, іспанці використовували жителів Чилое для вирубування фіцрой у континентальному Чилі.
Повстання 1712 року — не перший виступ вільїче проти іспанської влади. 1600 року вони допомогли корсару Бальтазарові де Кордесу захопити місто Кастро.
Станом на 1712 рік індіанці-уїльїчі становили близько 50 % населення Чилое.
Поштовхом до повстання були зловживання Хосе де Андраде. Він не видавав індіанцям платні, катував тих, хто не працював через хворобу, а його майордом викрадав дітей вільїче та відправляв їх до континентального Чилі. Приводом до повстання було катування індіанця Мартіна Антукана, якого де Андраде наказав прив'язати до яблуні та бичувати, потім вкрити клоччям та підпалити.

## Хід повстання
На зборах 26 січня 1712 року вільїче призначили дату повстання — 10 лютого. При цьому виступ готувався не проти влади Іспанської колоніальної імперії, а проти зловживань іспанських колоністів.
У ніч на 10 лютого вільїче напали на місто Кастро, повбивали іспанців та підпалили їхні будинки і асьєнди. У першу ніч повстання постраждали тільки представники знаті; жінки та діти були взяті в полон; священники, метиси та представники нижчих верств не були атаковані. Частина іспанців врятувалася втечею до лісів.
Того ж дня капітани Хуан де Агілар і Дієго Тельєс де Барріентос почали придушувати повстання. Розпочалися вбивства вільїче, що зупинило тільки втручання єзуїтів. Протягом восьми днів тривали бої між іспанцями та індіанцями у центральній частині Чилое. Остаточно повстання було придушене 18 лютого.
Після поразки виступу частина вільїче врятувалася від іспанських репресій втечею на архіпелаг Гуайтекас. Інші повстанці шукали схову в отця Мануеля дель Ойо в місії Науеля Уапі в Андах.

## Наслідки
Після повстання губернатор Хосе Марін де Веласко був відсторонений від своїх обов'язків, проте 1715 року за схваленням короля Іспанії повернувся на Чилое, маючи на меті реорганізувати місцеві енком'єнди в рамках закону. Після повстання індіанське населення почало частіше скаржитися на зловживання колоністів.
На Чилое енком'єнди були скасовані 1782 року, в Чилі — 1789, в усій Іспанській імперії — 1791 року.